# Средние Тиганы
Сре́дние Тига́ны (тат. Урта Тигәнәле) — село в Алексеевском районе Татарстана. Административный центр Среднетиганского сельского поселения.

## География
Село находится в Западном Закамье на реке Тиганка. Расположено в 14 км к юго-востоку от районного центра Алексеевское. Высота над уровнем моря — 89 м.

## История
В «Списке населенных мест по сведениям 1859 года», изданном в 1866 году, населённый пункт упомянут как казённая деревня Аккозина (Средние Тиганы) 2-го стана Спасского уезда Казанской губернии. Располагалась при реке Тиганке, в 67 верстах от уездного города Спасска и в 42 верстах от становой квартиры в казённой деревне Базарные Матаки. В деревне в 263 дворах жили 1595 человек (796 мужчин и 799 женщин). Были 2 мечети.

## Население
| 1782 | 1859 | 1897 | 1908 | 1920 | 1926 | 1938 | 1949 | 1958 | 1970 | 1979 | 1989 | 2002 | 2010 | 2015 |
| ---- | ---- | ---- | ---- | ---- | ---- | ---- | ---- | ---- | ---- | ---- | ---- | ---- | ---- | ---- |
| 246  | 1385 | 1987 | 2426 | 2681 | 1850 | 1347 | 1088 | 1119 | 1244 | 963  | 744  | 689  | 602  | 662  |

Национальный состав
Согласно результатам переписи 2002 года, в национальной структуре населения села татары составляли 100%.

## Инфраструктура
В селе 11 улиц.

### Комментарии
1. ↑  Расстояние измерено с помощью инструментария Яндекс.Карты
2. ↑  души мужского пола